# Robert Muhiirwa
Robert Muhiirwa (nascido em 23 de outubro de 1958) é um padre católico romano do Uganda que é bispo da Diocese Católica Romana de Fort Portal. Ele foi nomeado bispo de Fort Portal em 18 de março de 2003.

## Bispo
Asili foi nomeado bispo de Fort Portal em 18 de março de 2003 e foi consagrado bispo em Fort Portal em 15 de junho de 2003 pelo cardeal Emmanuel Wamala, arcebispo da arquidiocese de Campala, assistido pelo bispo Paul Lokiru Kalanda, bispo emérito de Fort Portal e bispo Deogratias Muganwa Byabazaire, Bispo da Diocese Católica Romana de Hoima.